# Pete Whittaker
Pete Whittaker (* 1991 in Sheffield) ist ein englischer Kletterer, der vor allem auf das Rissklettern spezialisiert ist.
Bekanntheit erlangte er 2011, als er und sein langjähriger Partner Tom Randall während einer Amerika-Reise in schneller Folge eine große Anzahl anspruchsvoller Riss-Kletterrouten absolvierten. Darunter war auch der Century Crack (5.14b), die schwerste Riss-Kletterroute Amerikas.

## Karriere
Whittaker begann mit sechs Jahren im Peak District zu klettern. 2008 gelang ihm die Erstbegehung der Trad-Route Dynamics of Change im Schwierigkeitsgrad E9 7a. 2011 gelang ihm (zusammen mit Tom Randall) die erste freie Begehung der Route Century Crack (5.14b), die weltweit erste Offwidth-Route in diesem Schwierigkeitsgrad. 2016 kletterte Whittaker die Route Freerider rope-solo innerhalb von einem Tag. Er war damit die erste Person, die El Capitan in unter 24 Stunden solo-freigeklettert hat. Er brauchte dafür 20 Stunden und 6 Minuten. 2019 gelang ihm die dritte Begehung der Rissroute Recovery Drink (8c+). Ein Jahr später kletterte er die 800 Meter lange Route Renshaw/Foulkes am Kjerag free solo und filmte sich dabei.
2021 kletterten Whittaker und Randall eine 760 Meter (60 bis 70 Seillängen) lange Autobahnbrücke im Südwesten Englands. Sie bewerteten die Route mit dem Schwierigkeitsgrad 5.13 und nannten sie The Great Rift. Es ist die steilste und längste Rissroute der Welt. Sie schafften die Begehung im fünften Versuch und brauchten dafür vier Tage. Übernachtet haben sie wie bei Bigwall-Klettern üblich auf einem Portaledge.
Im September 2023 gelang Whittaker die Erstbegehung der Route Crown Royale in Jøssingfjord. Er bewertete die Route mit 9a. Damit ist Crown Royale eine der schwierigsten Trad-Routen und die vermutlich schwierigste Riss-Route der Welt.

## Leben
Whittaker ist zusammen mit Tom Randall Teil des Duos Wide Boyz. Als Wide Boyz entwickeln sie Riss-Klettergriffe und verkaufen Trainingsgeräte sowie Risskletter-Zubehör wie Tape, Risshandschuhe oder speziell fürs Rissklettern konzipierte Handcremes. Zudem führen sie unter dem Namen Wide Boyz einen YouTube-Kanal, auf dem sie zu zweit oder alleine Inhalte rund ums Rissklettern veröffentlichen.
Whittaker hat zudem ein Buch über Riss-Klettertechnik veröffentlicht.

## Erfolge (Auswahl)
- 2011: Century Crack (5.14b), Canyonlands National Park, Utah. Erstbegehung[2]
- 2011: Belly Full Of Bad Berries (5.13.b), Indian Creek, Utah. Erste Flash-Begehung[12]
- 2013: Baron Greenback (E9 7a), Wimberry Rocks, England. Erstbegehung[13]
- 2014: The Bigger Baron (E10 7a), Wimberry Rocks, England. Erstbegehung[2]
- 2015: The Complete Scream (E8), Onsight-Begehung[14]
- 2016: Millennium Arch (5.14), Canyonlands National Park, Utah. Erstbegehung[2]
- 2016: Freerider (5.12d), El Capitan, Yosemite-Nationalpark. Erste Person, die El Capitan in unter 24 Stunden solo-freigeklettert hat[2]
- 2019: Recovery Drink (8c+), Jøssingfjord, Norwegen[5]
- 2019: Black Mamba (8c), Erstbegehung[15]
- 2019: Ronny Medelsvensson (E9), Flash-Begehung[16]
- 2020: Renshaw/Foulkes, Kjerag, Rogaland, Norwegen. Free Solo[6]
- 2021: The Great Rift (5.13), Autobahnbrücke auf der Autobahn M5 zwischen Birmingham und Exeter. Erstbegehung mit Tom Randall[8]
- 2022: La Fuerza de la Gravedad (8b), Vadiello, Spanien. Flash-Begehung[17]
- 2023: Eigerdosis (8c), Jøssingfjord, Norwegen. Erste freie Begehung[18]
- 2023: Crown Royale (9a), Jøssingfjord, Norwegen. Erstbegehung[9]

## Publikationen
- Crack Climbing: The Definitive Guide. Mountaineers Books, 2019.